# Luitpoldstraße 4 (Prichsenstadt)

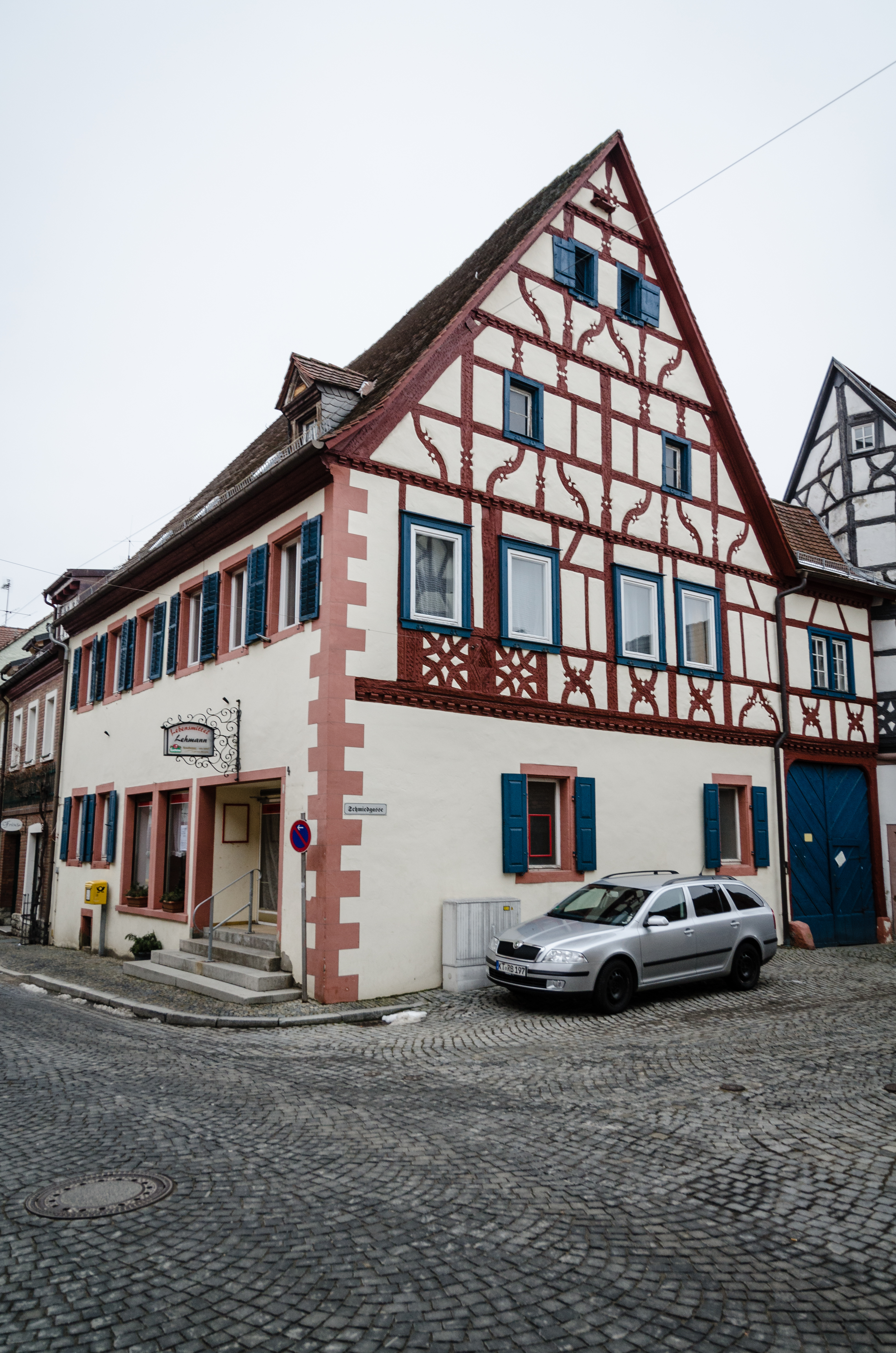
Das Haus Luitpoldstraße 4

Das Haus Luitpoldstraße 4 (früher Hausnummer 146) ist ein denkmalgeschütztes Gebäude in der Kernstadt des unterfränkischen Prichsenstadt.

## Geschichte
Das Haus wurde 1599 erstmals erwähnt. Damals besaß es der Ratsherr Johann Gebhard. Wahrscheinlich ließ er auch das heutige Anwesen errichten, wenn auch die Literatur das Haus erst in das 17. Jahrhundert datiert. Gebhard stieg später zu einem Großumgelter auf und hatte als Feldschätzer und Siebener-Rat wichtige Ämter innerhalb der Stadthierarchie inne. Das Haus wurde dementsprechend repräsentativ geplant.
Im 18. Jahrhundert bewohnten ungenannte Handwerker das Haus. Sie ließen das Anwesen im modernen Stil umbauen, sodass heute der gesamte Unterbau und die Front entlang der Luitpoldstraße der Zeit um 1730/1740 zugerechnet werden können. Das Haus wurde vom Bayerischen Landesamt für Denkmalpflege als Baudenkmal eingeordnet. Untertägige Überreste eventueller Vorgängerbauten werden als Bodendenkmal geführt. Außerdem ist es Teil des Ensembles Altstadt Prichsenstadt.

## Beschreibung
Das Eckhaus Luitpoldstraße/Schmiedgasse ist ein zweigeschossiger Satteldachbau mit Zierfachwerk. Besonders bemerkenswert ist der freistehende Ostgiebel. Das Fachwerk weist kein Stichgebälk auf und wurde mit Klötzchenfriesen verziert. Ein Fenstererker aus der Errichtungszeit verschwand wohl im Zuge der Umbauten des 18. Jahrhunderts. Die Brüstung wurde mit genasten und geschweiften Zierhölzern sowie mit Sternkreuzen und Feuerböcken gearbeitet.
Im Inneren des Hauses ist die Umwandlung in eine Ladenfläche in der Vergangenheit ablesbar. Im Obergeschoss ist die für die Prichsenstadter Häuser übliche Dreizonigkeit zu finden. Der zweigeschossige Dachboden wird von einem liegenden Stuhl beherrscht. Diese Anlage ermöglicht den langgezogenen Giebel. Das Kellergeschoss besteht aus zwei Tonnengewölben, die quer zum First errichtet wurden. Ein hofseitiger Kellerhals bildet den Einlass.